# ジョン・シェパード＝バロン
ジョン・エイドリアン・シェパード=バロン（John Adrian Shepherd-Barron, OBE、1925年6月23日 - 2010年5月15日）は、インド生まれのスコットランド人で発明家。現金自動預け払い機（ATM）の先駆的開発で知られている。

## 第二次世界大戦まで
インド、アッサム州シロン（現在のメーガーラヤ州）で生まれる。父ウィルフレッド・シェパード=バロンはチッタゴン（当時は東ベンガル地方、現在のバングラデシュ）の港湾技師長であり、後にロンドン・ポート・オーソリティの会長を務め、さらに英国土木学会の会長となった。母ドロシーはテニス選手としてオリンピックやウィンブルドン選手権などで優秀な成績を収めている。エディンバラ大学とケンブリッジ大学トリニティ・カレッジで学んだ。第二次世界大戦中は空挺兵となった。

## 経歴
1960年代にデ・ラ・ルー・インスツルメンツに入社し、いつでも紙幣をおろせるセルフサービスの機械を思いついた。これが現金自動預け払い機（ATM）である。1967年6月27日、彼がデ・ラ・ルー・インスツルメンツの常務取締役になったころ、Instrumentsバークレイズ銀行のロンドン北部の支店に1号機が設置された。業界団体によれば、今では全世界で170万台以上のATMが稼動しているという。この功績が認められ、2005年に大英帝国勲章を受賞している。シェパード＝バロンはBBCに対して、チョコレートの自動販売機を見てATMを思いついたと述べている。
この発明については若干の異論も今なお存在する。ジェームズ・グッドフェロー（en）は暗証番号技術を発明し、それを使った異なる設計のATMを開発した。こちらの方がシェパード=バロンのものより現代のATMに近い。シェパード=バロンは銀行に行くのに遅れて引き出しができず、風呂に入っていたときにATMを思いついたという。しかし重要な点は実際に設置された最初のATMがシェパード=バロンのものだったという点である。
シェパード=バロンのATMは磁気ストライプカードが登場する以前のもので、炭素14という放射性物質を染み込ませた特殊な小切手を機械に読み込ませ、キーパッドから暗証番号を入力して小切手上の情報と一致させる方式だった。当初暗証番号は6桁を想定していたが、妻の助言により4桁に変更された。
シェパード=バロンはATM以外にもいくつか発明しているが、あまり成功していない。例えば、鮭の養魚場にアザラシが侵入するのを阻止するため、シャチの鳴き声を流すといった発明である。

## 私生活
息子のニコラス・シェパード=バロンはケンブリッジ大学で代数幾何学の教授を務めている。
2010年5月15日、インヴァネスの病院で死去。